# Laža socken
Lažas socken (lettiska: Lažas pagasts) är ett administrativt område i Aizpute kommun, Lettland.